# 31P/Schwassmann-Wachmann
Pour les articles homonymes, voir Comète Schwassmann-Wachmann, Schwassmann et Wachmann.
31P/Schwassmann–Wachmann, appelée également Schwassmann–Wachmann 2, est une comète périodique du système solaire. Elle fut découverte le 17 janvier 1929, à une magnitude apparente de 11 par Arnold Schwassmann et Arno Arthur Wachmann. La comète a depuis été observée à chaque apparition.
Le diamètre du noyau est estimé à 6,2 kilomètres.

## Observations
La comète est découverte par Arnold Schwassmann et Arno Arthur Wachmann le 17 janvier 1929. Elle reçoit alors la désignation provisoire 1929a puis la désignation permanente 1929 I. Rétrospectivement (après l'entrée en vigueur de la nouvelle méthode de désignation des comètes en 1995), elle a aussi reçu la désignation provisoire P/1929 B1. Elle passe au périhélie le 23 mars 1929.
La comète est réobservée en 1934-1935. Elle reçoit alors la désignation provisoire (?) puis la désignation permanente 1935 III. Rétrospectivement, elle a aussi reçu la désignation provisoire P/1934 X1. Elle passe au périhélie le 28 août 1935.
La comète est réobservée en 1941. Elle reçoit alors la désignation provisoire 1941f puis la désignation permanente 1942 I. Elle passe au périhélie le 13 février 1942.
La comète est réobservée de 1947 au 26 juin 1949. Elle reçoit alors la désignation provisoire 1947l puis la désignation permanente 1948 VII. Elle passe au périhélie le 23 août 1948.
La comète est réobservée du 28 juillet 1954 au 29 mai 1956. Elle reçoit alors la désignation provisoire 1954g puis la désignation permanente 1955 I. Elle passe au périhélie le 27 février 1955.
La comète est réobservée du 18 août 1960 au 22 mai 1962. Elle reçoit alors la désignation provisoire (?) puis la désignation permanente 1961 VII. Elle passe au périhélie le 5 septembre 1961.
La comète est réobservée du 8 septembre 1967 au 18 mai 1969. Elle reçoit alors la désignation provisoire 1957i puis la désignation permanente 1968 II. Elle passe au périhélie le 14 mars 1968.
La comète est réobservée du 28 août 1973 au 11 juin 1975. Elle reçoit alors la désignation provisoire 1973l puis la désignation permanente 1974 XIII. Elle passe au périhélie le 12 septembre 1974.
La comète est réobservée du 14 décembre 1979 au 17 juillet 1982. Elle reçoit alors la désignation provisoire (?) puis la désignation permanente 1981 VI. Elle passe au périhélie le 17 mars 1981.
La comète est réobservée du 26 juin 1986 au 2 août 1989. Elle reçoit alors la désignation provisoire 1986h puis la désignation permanente 1987 XIX. Elle passe au périhélie le 30 août 1987.
La comète est réobservée du 12 septembre 1991 au 4 juillet 1995. Elle reçoit alors la désignation provisoire (?) puis la désignation permanente 1994 II ; ce sont ses dernières désignations de ce type. La nouvelle méthode de désignation des comètes entre en vigueur en 1995 et cette comète se voit alors attribuer sa désignation permanente actuelle : 31P/Schwassmann-Wachmann. Elle passe au périhélie le 23 janvier 1994.
La comète est réobservée du 24 novembre 2000 au 5 mai 2003. Elle passe au périhélie le 18 janvier 2002.
La comète est réobservée du 3 octobre 2008 au 21 mai 2012. Elle passe au périhélie le 29 septembre 2010.
La comète est réobservée du 17 août 2017 au 30 mai 2021. Elle passe au périhélie le 3 juillet 2019.